# Xarope de chocolate
Xarope de chocolate, ou calda de chocolate, é um condimento doce com sabor de chocolate. Ele é frequentemente usado como uma cobertura ou molho em diversas sobremesas como sorvetes, misturado com leite para fazer leite achocolatado, ou misturado com leite e sorvete para fazer milk-shake de chocolate. Calda de chocolate é vendida em uma variedade de consistências, variando de um líquido fino que pode ser regado sobre os alimentos até um molho espesso que precisa ser colocado com colher nos pratos.
O xarope de chocolate também é usado para cobrir pudins e bolos. Alguns restaurantes também usam o condimento para decorar fatias de cheesecake ou bolos, junto com outras decorações como cacau em pó, açúcar e raspas de chocolate. 

## Ingredientes
Uma simples calda de chocolate pode ser feita de cacau em pó não adoçado, um adoçante como açúcar e  água. Receitas podem também incluir outros ingredientes, como xarope de milho, malte e aromatizantes naturais ou artificiais, como canela e extrato de baunilha.
A receita utilizada industrialmente para produção em massa contém, além de água, açúcar e cacau, ingredientes como xarope de milho padrão e rico em frutose, sorbato de potássio (conservante), mono e diglicerídeos (emulsificante), polissorbato, goma xantana e vanilina.

## Outros usos
Xarope de chocolate era frequentemente utilizado em filmes preto e branco para simular sangue, por ser seguro de ser engolido pelos autores, fácil de ser retirado de roupas e de custo barato. Essa técnica foi utilizada em muitos filmes, mais notavelmente Psicose.
A partir da década de 1890, calda de chocolate também era comercializada como um tratamento para doenças, inclusive para bebês sofrendo de cólica.